# 二口村
二口村（ふたくちむら）は、かつて富山県射水郡にあった村。

## 沿革
- 1889年（明治22年）4月1日 - 町村制の施行により、射水郡二口村、棚田村、安吉村、本田村、本江村、下若林村及び中村の区域をもって、射水郡二口村が発足する。
- 1954年（昭和29年）3月1日 - 射水郡大門町、櫛田村、浅井村、二口村及び水戸田村が合併して、射水郡大門町が発足する。合併時点での人口は1,889人、世帯数は320戸[1]。